# José Rodríguez (kolumbijski piłkarz)
José Gabriel Rodríguez Novoa (ur. 10 listopada 1995 w Cartagenie) – kolumbijski piłkarz występujący na pozycji napastnika, od 2023 roku zawodnik meksykańskiego Cancún.